# Brevet de technicien supérieur - Après-vente automobile
Pour les articles homonymes, voir AVA.

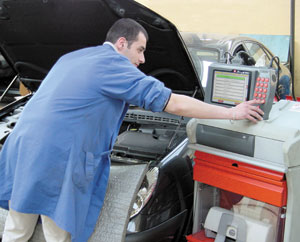
Diagnostic sur véhicule

Le brevet de technicien supérieur en après-vente automobile, ou BTS AVA, et un Brevet de technicien supérieur, un diplôme de Premier cycle universitaire en France.
Il donne accès aux métiers du secteur de l’après-vente des véhicules particuliers (VP), des véhicules industriels (VI) et des motocycles (MC).
Les activités de ce secteur intègrent notamment :
- L’accueil et la réception de la clientèle,
- Le diagnostic des dysfonctionnements des véhicules,
- Les interventions de maintenance,
- L’organisation des activités de maintenance,
- L’animation et l’encadrement des équipes d’intervention.

## Organisation de la formation
| Enseignement général          | 1re année | 2e année | Enseignement professionnel                         | 1re année | 2e année |
| ----------------------------- | --------- | -------- | -------------------------------------------------- | --------- | -------- |
| Français                      | 3 h       | 3 h      | Analyse fonctionnelle, structurelle et mécanique   | 6 h       | 6 h      |
| Anglais                       | 2 h       | 2 h      | Gestion de la relation de service                  | 4 h       | 4 h      |
| Mathématiques                 | 3 h       | 3 h      | Organisation de la maintenance et de l'après vente | 2 h       | 2 h      |
| Sciences Physiques appliquées | 2 h       | 2 h      | Technologie et intervention sur véhicules          | 9 h       | 9 h      |

Total : 31 h
Deux périodes des de stages en entreprise sont prévues :
- 5 semaines en fin de première année avec quatre semaines de mécanique et une semaine en carrosserie.
- 5 semaines avant Noël en deuxième année afin d'avoir une vue plus globale du service après vente.

## Contenu de la formation
- Les matières de base (Français, Anglais, Mathématiques) sans lesquelles rien n'est possible.
- Les sciences physiques appliquées permettent d'appréhender les phénomènes rencontrés en automobile.
- L'analyse fonctionnelle, structurelle et mécanique qui permet de comprendre l'organisation des systèmes automobiles et leurs composants.
- La gestion de la relation de service, elle a deux finalités :
  - Communication : Le contenu de cette partie doit permettre à l’étudiant de mettre en place et d’entretenir une communication efficace avec les différents partenaires (internes, externes) dans le but d’optimiser la qualité de sa prestation de service et de créer une relation durable avec la clientèle.
  - Marketing : L’étudiant doit être en mesure d’appréhender l’ensemble des paramètres de l’après-vente automobile qui lui permettront de construire et d’entretenir une relation de service durable avec la clientèle, garante de la pérennité de l’entreprise.
- L'organisation de la maintenance et de l'après-vente : Son contenu permettre à l’étudiant de se repérer et d’agir dans la structure grâce à son interprétation des indicateurs et à la mise en place d’actions préventives et/ou correctives dans les différents domaines de son activité.
- La technologie et les interventions sur véhicules : Cet enseignement a pour objectifs de contribuer aux activités :
  - de diagnostic des pannes et dysfonctionnements,
  - d'organisation des opérations de maintenance,
  - de réalisation des opérations de maintenance,
  - d'installation d'équipements complémentaires,
  - de réalisation de réglages et de paramétrages de systèmes pilotés,
  - de contrôle des performances des systèmes et véhicules,
  - d'après-vente en milieu professionnel.

## Règlement d'examen
| Nature de l'épreuve                                                                            | Unités | Coef. | Forme  | Durée      |
| ---------------------------------------------------------------------------------------------- | ------ | ----- | ------ | ---------- |
| Culture générale et expression                                                                 | U1     | 3     | écrite | 4 h        |
| Langue vivante étrangère : Anglais                                                             | U2     | 2     | 2 CCF  | 45 min (*) |
| Mathématiques                                                                                  | U31    | 2     | écrite | 2 h        |
| Sciences Physiques                                                                             | U32    | 2     | écrite | 2 h        |
| Analyse des systèmes et contrôle des performances                                              | U4     | 5     | écrite | 6 h        |
| Gestion d'un intervention                                                                      |        |       |        |            |
| Épreuve professionnelle de synthèse : Gestion des interventions et de l'après-vente automobile | U6     | 4     | orale  | 50 min     |
|                                                                                                |        |       |        |            |
| Épreuve facultative : Langue vivante étrangère 2                                               | UF1    | 1     | orale  | 20 min(**) |

(*) 1re partie : Compréhension de l'oral : 30 minutes sans préparation. 
2e partie : Expression orale en continu et en interaction : 15 minutes assorties d'un temps de préparation de 30 minutes.
(**) 30 min de préparation

## Poursuite d'études
Le BTS est conçu pour permettre une insertion directe dans la vie active. Cependant, les poursuites d'études suivantes sont possibles.
- Licence professionnelle Sciences et technologies
- Formation d'expert.
- École supérieure du commerce des réseaux de l'automobile ESCRA[4], en formation de responsable commercial ou de responsable service dans les réseaux automobiles.